# Strigoi
Les strigoi ou strigoï sont des créatures mort-vivantes qui font partie du folklore roumain. Généralement, les strigoi sont des âmes troublées qui sortent de leur tombe et reviennent tourmenter leurs proches. Le terme désigne une sorte de revenant avec un corps physique, sans être pour autant un zombie. Avec la popularisation du mythe de Dracula et le fait qu'ils aspirent l'énergie vitale de leur entourage, les strigoi sont apparentés aux vampires.

## Strigoidans l'histoire

### Origine
Bien qu'il n'y ait pas de mention écrite de légendes de strigoi avant le XVIe siècle, pour l'auteur protochroniste Adrian Cremene dans son livre Mythologie du vampire en Roumanie, les strigoi sont des créatures de la mythologie dace, comme une représentation des esprits des morts dont les âmes n'étaient pas dignes d'entrer dans le paradis de Zalmoxis, à cause de leurs mauvaises actions. Il appuie cette supposition sur l'étymologie, car le mot strigoi a la même origine que stryge et fait partie du même fond mythologique que le vârcolac qui désigne, dans la langue courante, un loup-garou. On retrouve ces légendes à travers tous les Balkans, mais, comme elles ont été transmises uniquement par tradition orale, des transformations ont eu lieu. Ainsi, les strigoi sont devenus, comme les vârcolaci, des créatures maléfiques détruisant et pervertissant l'âme des vivants. Les strigoi sont des morts-vivants assoiffés de sang, tandis que les vârcolaci sont des entités immatérielles qui ne se nourrissent que d'esprits et, au moment des éclipses, de la lumière du soleil et de la lune.

### Lestrigoiau Moyen Âge
Le dalmate Jure Grando, décédé en 1656, fut le premier vampire classique dont l'existence est documentée par écrit. Dans son Istrie natale, il a été qualifié de strigoi, mot istrien pour désigner un vampire. En tant que strigoi, il a terrorisé les villageois jusqu'à ce que sa dépouille soit décapitée, en 1672. Ce personnage était en fait un criminel sanguinaire, mais l'adjectif strigoi qui a servi à le désigner après sa mort montre que la légende et le terme préexistaient.

### Lestrigoisous le communisme roumain
Après l'exécution de Nicolae Ceaușescu en 1989, son cadavre n'ayant pas reçu de funérailles, et ayant été enseveli à la hâte, le fantôme du Conducător est devenu une menace dans l'esprit de Gelu Voican, l'un des principaux porte-parole des coordonnateurs du coup d'État, coutumier d'outrances et d'attitudes caricaturales, qui a alors tapissé son appartement de tresses d'ail, seul remède connu des paysans contre les strigoi.

### Lestrigoiaujourd'hui
Après l'ail de Gelu Voican, le strigoi devient affaire d'anecdotes, sans pour autant quitter complètement le champ politique. Tout d'abord, certains roumains, qui avaient appris à survivre sous la dictature et ont eu du mal à s'adapter à la démocratie et à l'économie de marché, regrettent la puissance de Ceaușescu et le dépeignent comme un homme bon et brave, capable de tenir en laisse les strigoi de la nomenklatura qui, libérés en 1989, s'enrichissent depuis lors sur le pays. Plus récemment, en décembre 2003, dans le village de Marotinu de Sus, Petre Toma décède à 76 ans, et sa famille procède à l'inhumation. En février 2004, une des nièces du défunt affirme qu'elle est visitée nuitamment par feu son oncle. Le beau-frère, Gheorghe Marinescu, prend la tête d'une chasse au vampire avec plusieurs membres de la famille. Bien imbibés d'alcool, ils déterrent le cercueil de Petre Toma, font une incision à sa poitrine, arrachent ce qu'ils pensent être le cœur, brûlent la dépouille à l'essence et mélangent les cendres à de l'eau bue par la famille, pour s'en exorciser. La loi interdit ces profanations de sépulture, et six membres de cette famille sont arrêtés par la police de Craiova pour « atteinte à la paix des morts », puis sont condamnés à une peine de prison et à payer des dommages moraux à la famille de Petre Toma. Depuis, dans le village voisin de Amărăștii de Sus, les habitants plantent « préventivement » un pieu dans le cœur ou le ventre des morts avec des pieux durcis au feu.

## Étymologie

### Origine daco-gète du nom
Jules Verne a employé dans son roman Le Château des Carpathes publié en 1892, au chapitre II, le vocable de « stryge » pour rendre le mot roumain strigoi : « (…) les vampires, appelés stryges, parce qu'ils poussent des cris de strygies, (…) ». Cela rappelle que stryga était, selon les philologues et les linguistes, un mot grec signifiant « démon féminin ailé, mi-femme mi-oiseau, poussant des cris perçants », dérivé de strigx (rapace nocturne) et probablement passé en thraco-dace (puisqu'il existe en albanais sous la forme shtriga). Stryga serait à l'origine du verbe roumain a striga, qui signifie « hurler/crier », du mot italien strega signifiant « sorcière », et du mot français stryge. Quant à Bram Stoker, il représente dans le chapitre I de son roman Dracula le personnage de Jonathan Harker à l'écoute de villageois qui utilisent la forme féminine du mot strigoï (« stregoïca », du roumain strigoaica) pour désigner une sorcière.

### Origine latine du nom
L'écrivain Romulus Vulcănescu évoque une origine latine du nom. Selon cet auteur, le nom strigoi est lié au terme latin strigosus qui signifie « efflanqué/maigre », terme qu'on retrouve dans strigeatida.

### Expression
En Roumanie, il existe une expression qui utilise le mot strigoi : a umbla ca un strigoi, ce qui veut dire en français « vagabonder comme un strigoi ». Cette expression suggère l'idée d'un noctambule sans but.

## Types destrigoi
Tudor Pamfile, dans son ouvrage Mitologie românească, compile toutes les appellations du strigoi en Roumanie, strâgoi, moroi dans l'Ouest de la Transylvanie, en Valachie et en Olténie, vidmă en Bucovine, vârcolac un peu partout.

### Lesstrigoivivants
Le strigoi vivant (strigoi viu) est une sorte de sorcier. Selon Adrien Cremene, le strigoi vivant vole la richesse des paysans, c'est-à-dire le blé et le lait. Mais il peut aussi arrêter la pluie, faire tomber la grêle et donner la mort aux hommes et aux bovins.

### Lesstrigoimorts
Le strigoi mort (strigoi mort) est beaucoup plus dangereux. Sa nature est ambiguë, à la fois humaine et démoniaque. C'est un mort-vivant qui sort de sa tombe, revient dans sa famille et se comporte comme de son vivant, tout en affaiblissant ses proches jusqu'à ce qu'ils meurent à leur tour.

## Causes du strigoïsme
L'encyclopédiste Dimitrie Cantemir, au XVIIIe siècle, mais aussi le folkloriste Teodor Burada dans son ouvrage Datinile poporului român la înmormântări publié en 1882 évoquent les superstitions liées au strigoïsme. Le strigoi peut être un homme vivant, né sous certaines conditions :
- être le septième enfant du même sexe d'une famille ;
- être roux ;
- mener une vie de péchés ;
- mourir sans être marié ;
- mourir par le parjure ;
- mourir par le suicide ;
- avoir été maudit par une sorcière.

Selon Ioanna Andreesco, dans son livre Où sont passés les vampires ? publié en 1997, les enfants nés coiffés d'un placenta seront des strigoi à leur mort.

## Apparence physique
Le strigoi a des canines proéminentes et des yeux injectés de sang. Une fois mort, son corps ne se décompose pas et garde sa physionomie.

## Conjurations
En 1887, le géographe français Élisée Reclus détaille les superstitions liées aux enterrements en Roumanie : « si le défunt a les cheveux rouges, il est fort à craindre qu'il ne revienne sous la forme de chien, de grenouille, de puce ou de punaise, et qu'il ne pénètre la nuit dans les maisons pour sucer le sang des belles jeunes filles. Alors, il est prudent de clouer fortement le cercueil, ou, mieux encore, de traverser d'un pieu la poitrine du cadavre. »

## Lestrigoidans les arts

### Dans la littérature
Victor Hugo, dans Les travailleurs de la mer, mentionne « Wiérus, homme savant, bon strygologue et démonographe... ».
En 1929, un auteur roumain du nom de N.I. Dumitrașcu publie un livre intitulé Strigoii qui relate une légende de vampire.
Le romancier Dan Simmons utilise ce terme dans le roman Les Fils des ténèbres pour désigner un groupe d'humains présentant plusieurs maladies sanguines théoriquement fatales et qui compensent cette faiblesse grâce à un organe supplémentaire et un rétrovirus qui permettent de métaboliser les éléments qui leur manquent.
Dans le roman Descendance de l'écrivain Graham Masterton, le personnage central James Falcon est un chasseur de strigoi. L'intrigue tourne principalement autour de ces créatures.
L'écrivain Li-Cam a écrit Lemashtu un roman fantastique où le strigoi est selon Li-Cam : « un primate appartenant à l’espèce des Homo sapiens, sous-espèces Homo sapiens incubus. Les sapiens incubus sont plus robustes, plus agiles et vivent en moyenne plus longtemps que les sapiens sapiens ».
Le livre de Peter Haining, The Dracula Scrapbook édité par les éditions New English Library en 1976, affirme qu'en Roumanie, la viande de cochon tué le jour de la Saint-Ignace serait un bon moyen de se prémunir contre les vampires, mais on ne retrouve cette information nulle part ailleurs.
Dans les romans du Sorceleur et le jeu vidéo adapté, The Witcher, la strigoi prend le nom de stryge, bien qu'elle tienne plus du monstre roumain que du latin. La princesse Adda, née d'un inceste et morte à la naissance, continua à grandir dans son caveau et sortit pour tuer et dévorer des humains. On paya le sorceleur Géralt de Riv, personnage principal, pour annuler la malédiction. La princesse Adda revient donc à la cour. Mais, dans le jeu vidéo, elle se retransforme à cause de la trahison d'un de ces proches au cours d'une manœuvre politique et Géralt est de nouveau amené au choix entre la tuer et détruire la malédiction.
Les strigoi sont présents également dans Vampire Academy.
En 2015, dans le sixième tome de la série "Le Manoir": Alec et le strigoï.
Enfin dans la saga L'Épouvanteur, de Joseph Delaney, les strigoi sont des « démons vampires roumains ».

### Au cinéma
En 2007, un des méchants du film 30 jours de nuit est crédité au générique de fin en tant que strigoi.
En 2009, un court-métrage américain de Aaron Putnam intitulé Strigoii, avec Anthony Giordano, Sarah Lipham et Nathaniel Mason relate l'histoire d'une petite ville américaine terrorisée par un vampire.
Encore en 2009, Strigoi (en), une comédie fantastique britannique de Faye Jackson avec Constantin Bărbulescu, Camelia Maxim et Cătălin Paraschiv, relate l'histoire de Vlad qui revient dans son village natal de Roumanie. Mais les choses ont radicalement changé depuis son départ. Les terres ont été totalement redistribuées et les propriétaires les plus puissants de la région affichent un comportement pour le moins étrange ; ils semblent littéralement être revenus d'entre les morts. Vlad mène l'enquête et tente de lever le voile sur le passé trouble de sa petite communauté. Le film est une métaphore pour dénoncer l’avidité des hommes, dans un pays qui n'a jamais fait la catharsis de son passé communiste et dont les terres sont achetées à bas prix pour l'agro-industrie intensive de l'Union européenne.
En 2014, la série d'horreur The Strain de Guillermo Del Toro, met en avant une invasion de vampires strigoi (le terme est utilisé pour la première fois dans l'épisode 5). Les créatures aspirent le sang de leurs victimes par l'intermédiaire d'une mandibule qui sort de leur gorge. Leur sang est contaminé par des vers parasites qui les transforment en créatures de la nuit. L'un des personnages principaux est un homme d'origine arménienne qui les chasse depuis qu'il a été confronté, pour la première fois, à l'un d'entre eux dans un camp de concentration en 1944.

### Dans la musique
Le groupe de Power metal allemand Powerwolf sort en 2015, dans l'album Blessed and Possessed, une chanson intitulée  Armata Strigoi, racontant sur un ton héroïque le quotidien d'une armée de strigoi punissant les non-chrétiens dans les environs de la Roumanie en buvant leur sang.

### Dans les jeux vidéos
Dans Final Fantasy XIII, le Strigoi est un monstre dans la catégorie des Cie'th.